# La parata dell'allegria (film 1937)
La parata dell'allegria (O-Kay for Sound ) è un film del 1937, diretto da Marcel Varnel.

## Trama
Hyman Goldberger, presidente della Super-Colossal Pictures, è alla ricerca di possibili finanziatori per foraggiare la sua casa di produzione in grosse difficoltà. Ne trova sei che invita a visitare gli studi. Ma il giorno previsto per la visita, anche Albert, un giovanotto che lavora come fattorino, ha invitato sei suoi amici a fare un giro alla Super-Colossal. Goldberger equivoca, e crede che quelli siano i suoi sei ricchi polli da spennare.

## Produzione
Il film fu prodotto dalla Gaumont British Picture Corporation e dalla Gainsborough Pictures.
Venne girato a Londra e nei Gainsborough Studios, di Islington.

## Distribuzione
Distribuito dalla General Film Distributors (GFD), il film uscì nelle sale britanniche nel 1937. Venne presentato in Danimarca il 26 febbraio 1940 con il titolo Den skøre bande. In Brasile, prese il nome di Hollywood às Avessas.